# Life Records
Life Records, eigentlich Hup Hup Sdn. Bhd., ist ein 1949 gegründetes Musiklabel in Kuala Lumpur.

## Geschichte
Die Gründung erfolgte 1949, es folgten ausländische Tochtergesellschaften, explizit Life Records Limited 1960 in Hongkong und 1966 Life Record Industries Pte Ltd in Singapur.
Eigenen Angaben zufolge war Life Records der erste regionale Lizenznehmer renommierter ausländischer Plattenfirmen, darunter die US-Label Columbia Records (international als CBS vermarktet), MCA Records (eine 2003 mit Geffen Records verschmolzene Tochter der Music Corporation of America) und Kapp Records (1967 an MCA verkauft und 1973 eingestellt).
Bis Anfang der 1980er Jahre war Life Records das einzige Musiklabel, das indonesische Musik rechtlich einwandfrei lizenziert in Malaysia vermarktete – sonst gab es nur urheberrechtswidrig vertriebene Kopien, sprich Raubkopien. 1981 folgte dann ein Joint Venture mit Asia Pacific Records, um indonesische Künstler noch intensiver zu vermarkten. Dem Zeitgeist und den lokalen Bedingungen entsprechend wurde in der Produktion mit einer Aufteilung von 80 % Musikkassetten und 20 % Schallplatten kalkuliert.

## Portfolio
Die Plattenfirma hat sich über die Jahrzehnte u. a. auf Pop, Klassik, Dangdut, Volksmusik wie die unter portugiesischen Einfluss entstandene Liedgattung Keroncong, Drama, Oper und Kinderlieder in Chinesisch und Mandarin spezialisiert und darin nach eigenem Bekunden das größte Repertoire im asiatischen Raum aufgebaut.
Zum Repertoire der Plattenfirma gehören oder gehörten u. a. die taiwanische Sängerin Teresa Teng, Frances Yip, eine Sängerin kantonesischer Popmusik aus Hongkong, die taiwanesische Boygroup Fahrenheit und die die ursprünglich unter dem Namen „G-Saphia“ gegründete gegründete rein weibliche Metal-Band Candy aus Malaysia.
Neben eigenen Produktionen gehören auch lizenzierte Alben bzw. Wiederveröffentlichungen zum Sortiment, darunter beispielsweise 1973 das ursprünglich 1969 von Bob Dylan veröffentlichte Album Nashville Skyline.

## Distribution
Das Vertriebsnetzwerk von Life Records deckt neben Malaysia grundsätzlich den gesamten asiatischen Raum, darunter beispielsweise Brunei, Singapur, Indonesien, Thailand, die Philippinen, Japan, Hongkong und die Volksrepublik China.

## Trivia
Mit ihrem Geschäftsführer Ng Cheong Hock ist Life Records in der Amtsperiode 2016–2018 mit einem Sitz im Rat der „Recording Industry Association of Malaysia“ vertreten. Im selben Zeitraum ist Hock zudem Board-Mitglied von „One Stop Music“.

## Veröffentlichungen (Auswahl)
- 1972: Teresa Teng – 電影原聲帶插曲「風從那裡來」
- 1973: Bob Dylan – Nashville Skyline
- 1975: Frances Yip – Frances Yip’s Golden Hits (Kompilation)
- 1987: BumiPutra Rockers – Selamat Pagi Malaysia
- 1992: Abdullah Chik – Suka Sama Suka
- 1997: Candy – Candy
- 2005: Ito Blues Geng – The Best Of Me
- 2012: Tribute – Clash Of The Bands – Rock Never Die… (Kompilation)
- 2013: Dead Mushroom – Superock
- 2017: Rusty Blade – Rintangan Hidup Dunia
- 2018: XPDC – Kita Peng-Yu